# Opuntia monacantha
Opuntia monacantha, tiếng Anh thường gọi là Drooping Prickly Pear, Cochineal Prickly Pear, hoặc Barbary Fig, là một loài thực vật thuộc họ Cactaceae. Đây là loài bản địa của Argentina, Brasil, Paraguay, và Uruguay và được hợp thủy thổ với Úc và Nam Phi. Môi trường sống tự nhiên của chúng là rừng ẩm vùng đất thấp nhiệt đới hoặc cận nhiệt đới và bờ biển cát.
Loài này được nhà thực vật học Adrian Haworth mô tả chính thức lần đầu vào năm 1812 trong cuốn Synopsis Plantarum Succulentarum. Tên gọi Opuntia vulgaris, là một từ đồng nghĩa của Opuntia ficus-indica, đã được đặt sai cho loài này tại Úc.

## Hình ảnh

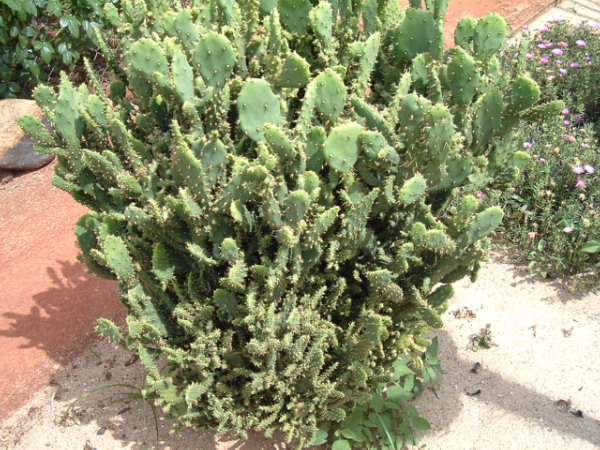
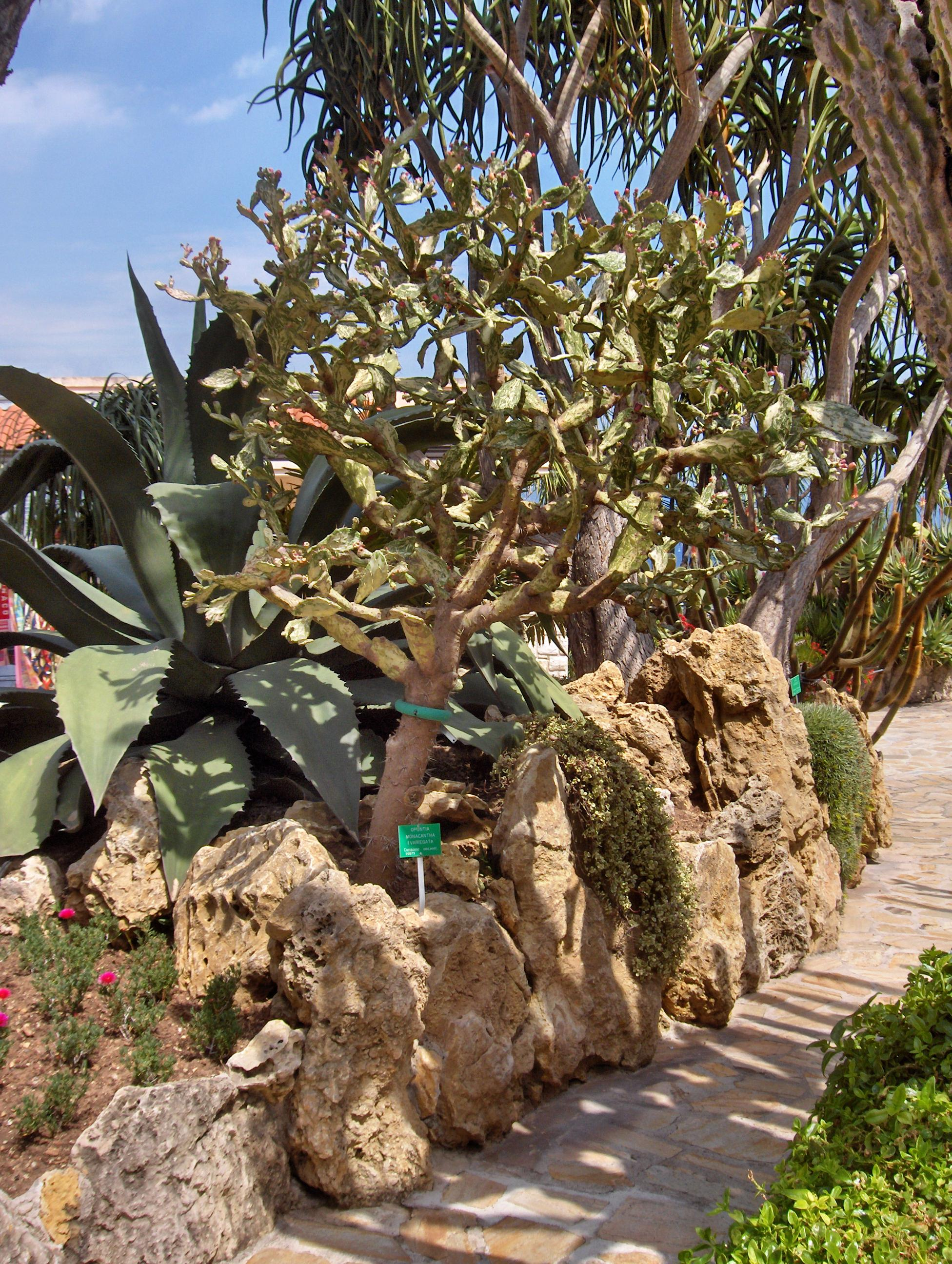
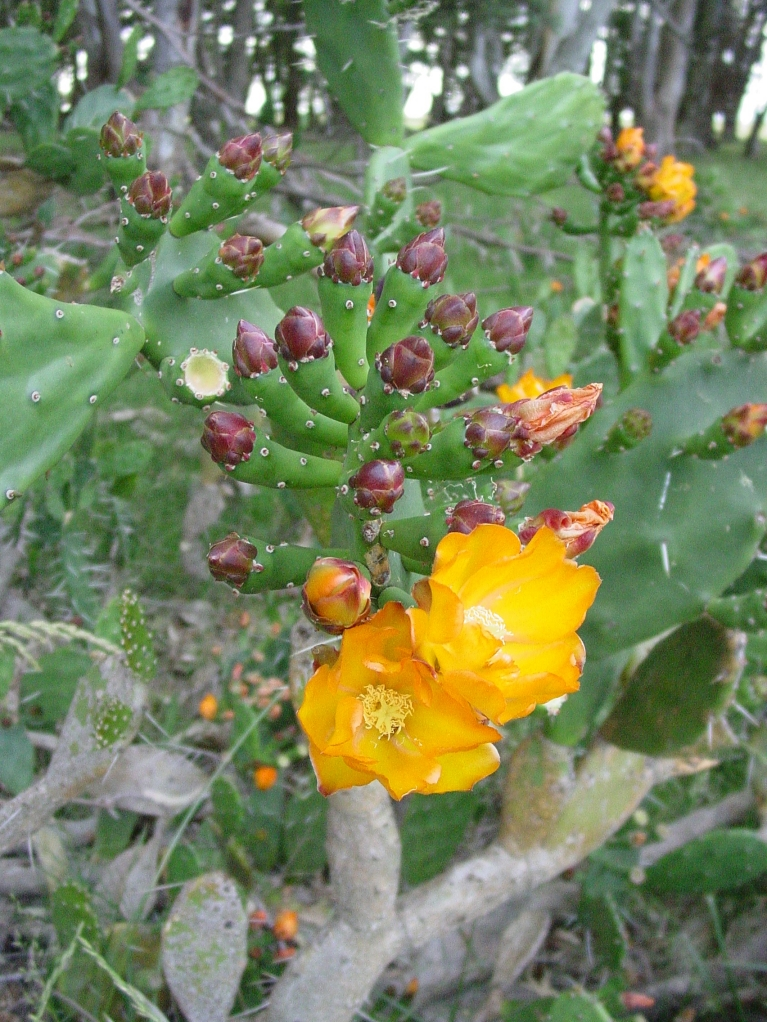
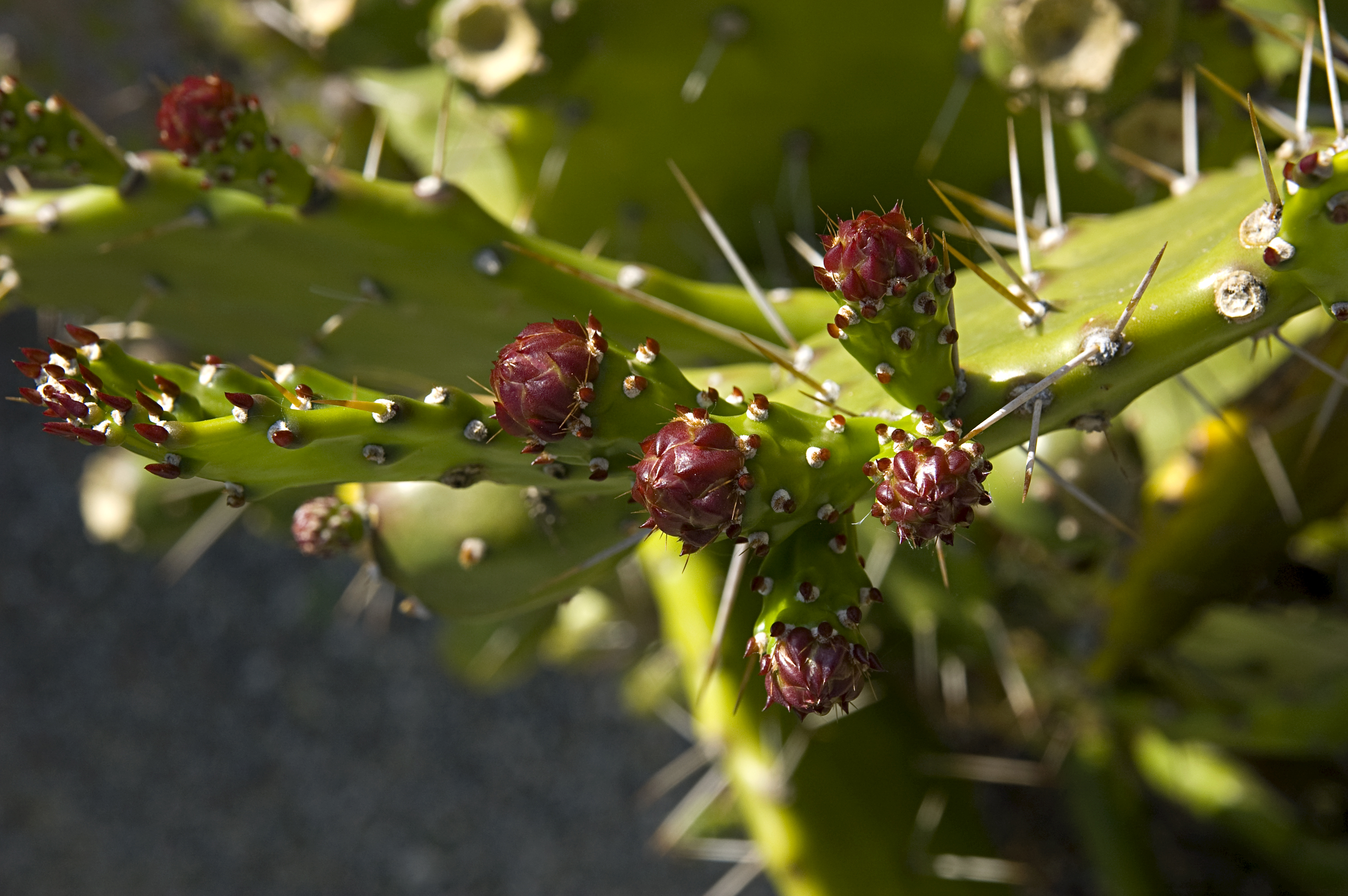